# Ivan Alimarin
Ivan Pavlovič Alimarin, in russo Иван Павлович Алимарин? (Mosca, 11 settembre 1903 – Mosca, 17 dicembre 1989), è stato un chimico sovietico.
Insegnante a Mosca (1953–1989) e membro dell'Accademia russa delle scienze, si occupò di chimica analitica.
In particolare fu esperto di analisi di minerali e chimica radioanalitica.